# Macunolla ventralis
Macunolla ventralis är en insektsart som beskrevs av Victor Antoine Signoret 1854. Macunolla ventralis ingår i släktet Macunolla och familjen dvärgstritar. Inga underarter finns listade i Catalogue of Life.